# Plint (arquitectura)
|  | Per a altres significats, vegeu «Plint». |

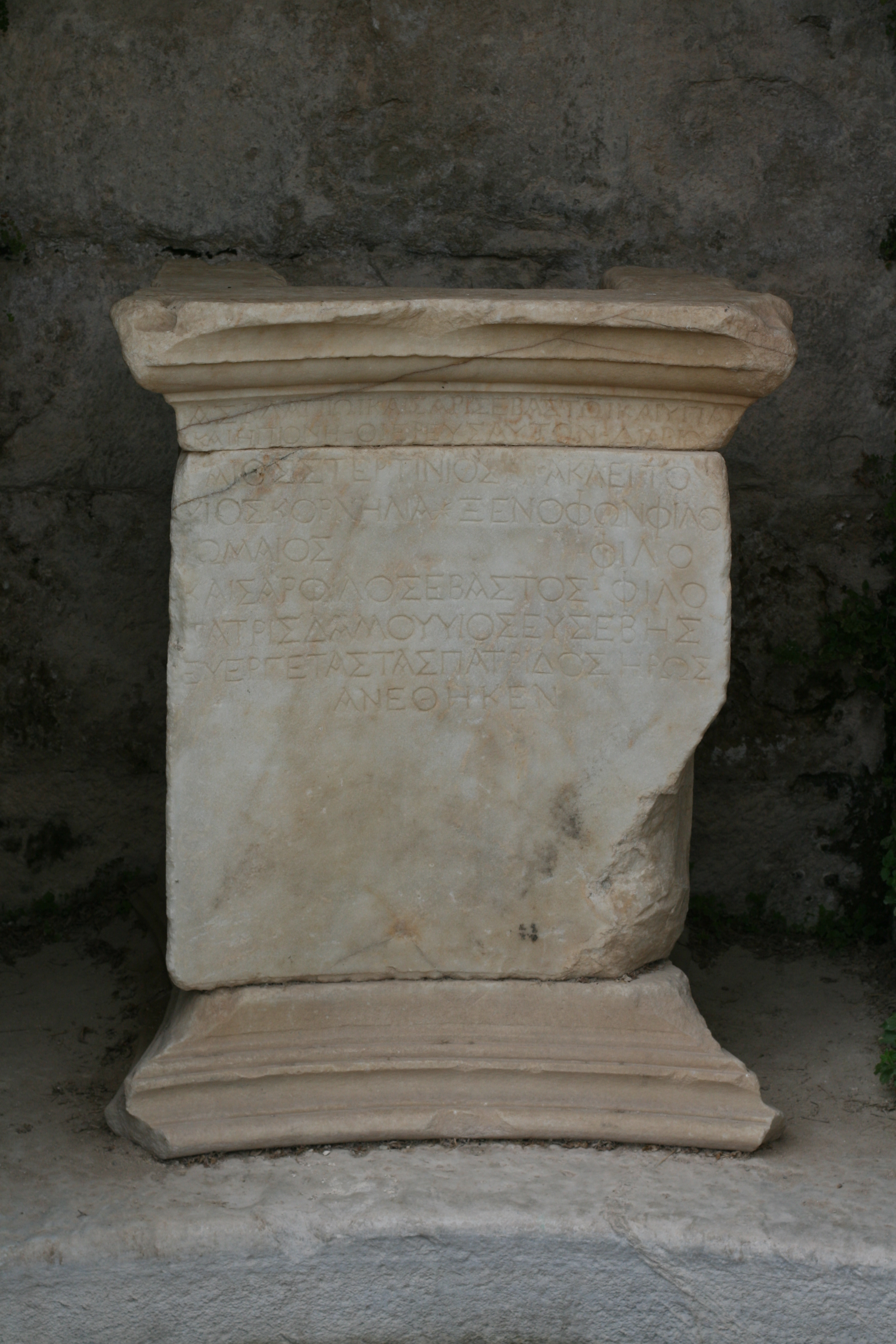
Plint

El plint (del llatí plinthus, i aquest del grec πλίνθος, plinthos, literalment 'maó'), de vegades també anomenat pedestal, és un element en forma de paral·lelepípede col·locat sota la base de la columna o de la pilastra, de la qual sol formar part. Segurament l'origen té a veure amb la pedra que servia de base a les primitives columnes de fusta.
En l'ordre dòric o l'ordre toscà, s'anomena plint l'àbac que corona el capitell.
També pot ser un element arquitectònic utilitzat com a suport d'algunes construccions en forma de columna.